# Йованович, Мишко
Мишко Йованович (серб. Мишко Јовановић, 15 июня 1878, Тузла — 3 февраля 1915, Сараево) — сербский националист. Участник организации «Молодая Босния» которая выступала за освобождение Боснии и Герцеговины из-под власти Австро-Венгрии. Причастен к Сараевскому убийству. 

## Биография
Был членом правления Сербского банка, сербского церковного самоуправления и епархиального совета в Тузле, основал сербский читальный зал в своем доме.
Во время Балканских войн он собирал добровольные пожертвования для сербского Красного Креста.
В мае 1914 года он встретил Трифко Грабежа и Гаврило Принципа, когда они направлялись из Сербии в Сараево, и получил 4 пистолета и 6 бомб. Поскольку ему не разрешили везти их в Сараево в одиночку, он договорился с Данило Илич передать оружие в Добой портному Вуку Якшичу.
28 октября 1914 года был приговорен к казни через повешение, приговор был исполнен 3 февраля 1915 года.